# Sai Yinjirigala
Sai Yinjirigala (chiń. 赛音吉日嘎拉; ur. 4 grudnia 1989) – chiński judoka. Olimpijczyk z Río de Janeiro 2016, gdzie zajął dziewiąte miejsce w wadze lekkiej.
Siódmy na mistrzostwach świata w 2017. Uczestnik zawodów w 2014, 2015, 2019. Startował w Pucharze Świata w 2014 i 2016. Wicemistrz igrzysk wojskowych w 2019. Zwycięzca MŚ wojskowych w 2016; drugi w 2013 i 2018 roku.

## Letnie Igrzyska Olimpijskie 2016
| Konkurencja | Eliminacje         | Eliminacje            | Klas. końcowa |
| Konkurencja | Przeciwnik I       | Przeciwnik II         | Miejsce       |
| ----------- | ------------------ | --------------------- | ------------- |
| 73 kg       | Alex Pombo (BRA) Z | Dienis Jarcew (RUS) P | 9.            |